# Didier Rous
Didier Rous (nascido a 18 de setembro de 1970 em Montauban, França) é um antigo ciclista profissional.
Começou a sua carreira profissional na equipa Gan em 1993, antes de correr pela Festina em 1997, ano em que ganhou uma etapa do Tour de France. Em 1998 o Tour e, em particular, a equipa Festina foram golpeados por um escândalo de dopagem que revelou uma trama de produtos proibidos onde se viram implicados a equipa, o seu director de Bruno Roussel, o director desportivo, e o médico, Erik Rykaert. Rous admitiu ter tomado EPO.
Em 2000 incorporou-se a uma nova equipa, a Bonjour, patrocinado pelo jornal de mesmo nome e gerido pelo ex piloto Jean-René Bernaudeau. Posteriormente seguiu na equipa pese às suas sucessivas mudanças de nome: Brioches La Boulangère (2003-2004) e, a seguir, Bouygues Télécom (2005).
A 11 de junho de 2007 anunciou que se retirava do ciclismo por causa de problemas de saúde e se uniu à equipa de gestão de Bouygues Télécom. Actualmente exerce as funções de director desportivo do conjunto Vital Concept-B&B Hotels.

## Palmarés
| 1993 - Grand Prix La Marseillaise 1996 - 1 etapa da Volta à Comunidade Valenciana 1997 - 1 etapa do Tour de France 2000 - Paris-Camembert - Midi Livre 2001 - Tour de Vendée - Quatro Dias de Dunquerque, mais 2 etapas - Troféu dos Escaladores - 1 etapa da Dauphiné Libéré - Campeonato da França em Estrada 2002 - Circuito de la Sarthe | 2003 - Campeonato da França em Estrada - 1 etapa do Tour de Limusino - Troféu dos Escaladores 2004 - 1 etapa dos Quatro Dias de Dunquerque - 1 etapa do Tour de Limusino - Grande Prêmio de Plouay 2005 - 1 etapa da Ruta del Sur - 2º no Campeonato da França Contrarrelógio 2006 - Troféu dos Escaladores - Paris-Corrèze, mais 1 etapa - 2º no Campeonato da França em Estrada - 2º no Campeonato da França Contrarrelógio |

## Equipas
- Gan (1993-1996)
- Festina (1997-1999)
- Bonjour/Brioches La Boulangère/Bouygues Télécom (2000-2007)
  - Bonjour (2000-2002)
  - Brioches La Boulangère (2003-2004)
  - Bouygues Télécom (2005-2007)